# Hanoar Haoved Vehalomed
Hanoar Haoved Vehalomed (en hebreo: הנוער העובד והלומד‎, Juventud trabajadora y estudiosa) es un movimiento juvenil sionista, fundado en 1924, en el Mandato Británico de Palestina.

## Historia
Fue creado en 1924 en una conferencia, donde participaron diversos movimientos relacionados con la idea del sionismo, y el socialismo, con representantes de les ciudades de Tel Aviv, Jerusalén, Haifa, Petaj Tikva y Kfar Saba. El movimiento está formado por grupos que representan las diversas poblaciones que viven en Israel: los árabes, los drusos, beduinos, miembros del Kibbutz, residentes de los Moshav, de las ciudades, de las zonas en desarrollo, y de las zonas urbanas.

## Valores
Los valores fundamentales ideológicos del movimiento son: el sionismo, el sionismo socialista, la paz y la democracia.
Dirige diversos programas de formación profesional, grupos de defensa de los derechos humanos, centros juveniles y de convalecencia, contribuye a las actividades de desarrollo comunitario dentro de las minorías en Israel, para mejorar las condiciones de vida de les poblaciones desfavorecidas, y la integración de los jóvenes inmigrantes.

## Galería de imágenes

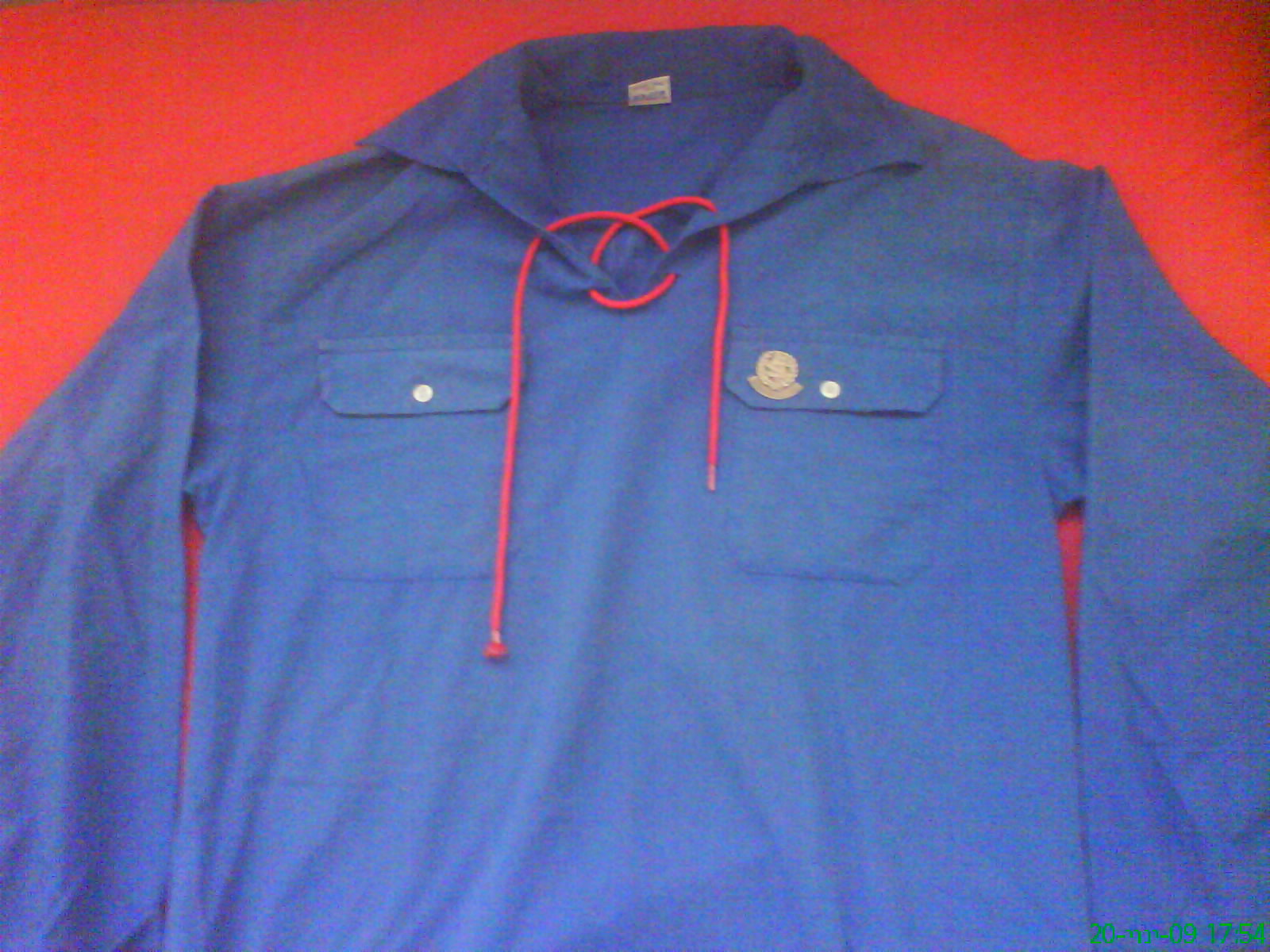
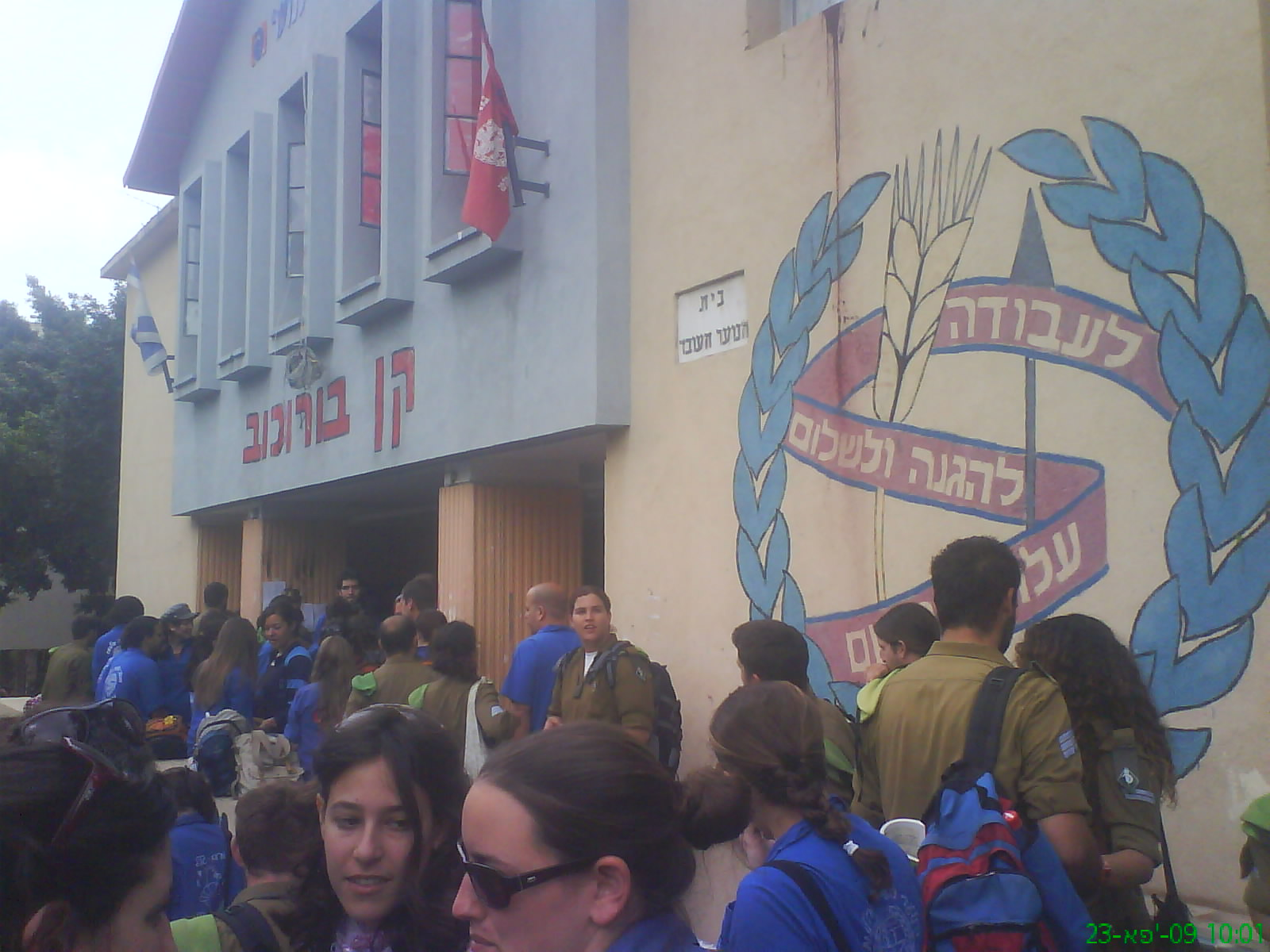
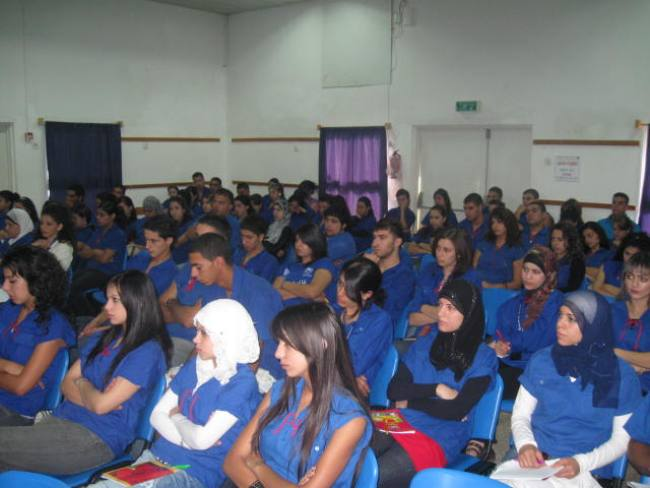
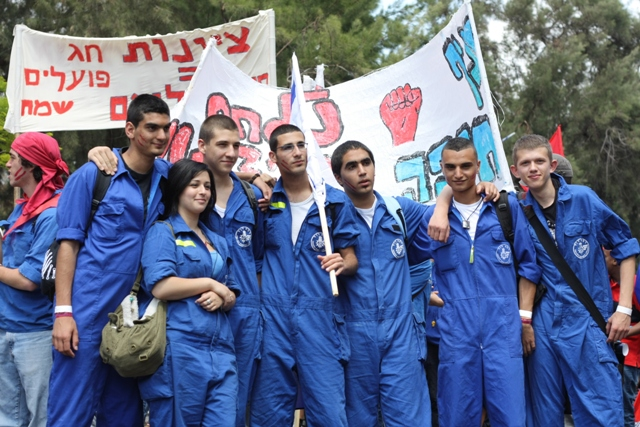
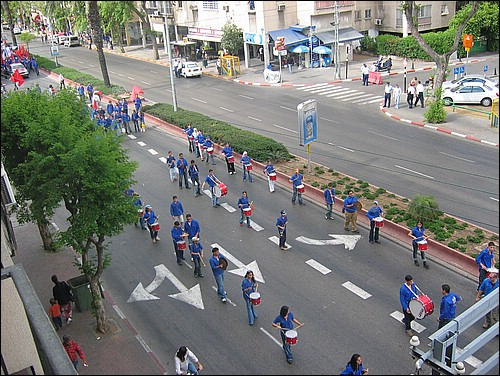